# Lycodon multizonatus
Lycodon multizonatus är en ormart som beskrevs av Zhao och Jiang 1981. Lycodon multizonatus ingår i släktet Lycodon och familjen snokar. Inga underarter finns listade i Catalogue of Life.
Denna orm förekommer med två från varandra skilda populationer i centrala Kina. Den ena i provinsen Sichuan och den andra i Gansu.  Arten lever i bergstrakter mellan 1000 och 1400 meter över havet. Habitatet varierar mellan ängar, skogar och jordbruksmark som inte brukas intensiv. Födan utgörs av ägg från andra kräldjur. Honor lägger själv ägg.
För beståndet är inga hot kända. Även populationens storlek är okänd. IUCN kategoriserar arten globalt som otillräckligt studerad.